# Adományrendszer
Adományrendszer alatt értendő ama jogszabályoknak összessége, amelyek a magyar magánjogban a királyi hatalom megszilárdulásától a tulajdon intézményének az 1848. évi törvények szellemében történt gyökeres átalakulásáig a nemesi birtok eredeti szerzésének és elvesztésének módjait meghatározták. A királyi jognak (jus regium) folyománya, amely utóbbi alatt a magyar Szent Koronának azt a hatóságát (jurisdictio sacrae regni coronae) kell érteni, melynél fogva az összes földbirtokot képviseli és minden magánbirtoknak forrása. Ez a felfogás ugyanabból az eszméből fejlődött ki, melyet visszatükröztet a birtokviszonynak a honfoglalás után bekövetkezett eredeti alakulása is. A honfoglalás után történt államalakulás és az ezzel karöltve járó jogrendezés nagy munkáját a nemzeti együvétartozás érzete lengte át. Erről tanúskodik a vérszerződés 2. pontja, amelyben megállapították, hogy a közös szerzeményből a hét törzs egyike se zárassék ki. A szállásbirtok (descensus), mely az országnak földéből a 108 nemzetség mindenikének osztályrészül jutott, az egész nemzetség közös tulajdonát képezte; és amidőn a szoros kötelék, mely a honalapítás ténye által a nemzettest egyes részeit egymáshoz kapcsolta, az együvétartozás érzetét nemzeti közszellemmé fejlesztette és a haza közös földjének közjogilag egységes állammá szilárdulását eredményezte, a tulajdon és birtokviszonyok végleges alakulása ugyanannak a kettős viszonynak követelményei szerint történt, amelyben az egyén egyrészt a nemzet egészéhez, másrészt a családhoz és a nemzetséghez állott. Az e tekintetben mérvadó szempontok akkor domborodtak ki teljesen, midőn a jogfejlődés nemzeti iránya a hűbéri eszmék mindinkább terjedő áramlatával egyesült.
A királyság teljes konszolidálása után a király személyébe, vagy helyesebben: a politikai nemzetegységet képviselő magyar Szent Koronába helyeztetett a közösség súlypontja; és Nagy Lajos 1351. évi törvénye (ősiség) óta már csak a Szent Korona tekintetett minden szabad (nemzeti) birtok forrásául. Ez az álláspont annak a jogszabálynak révén jutott gyakorlati érvényre, hogy nemesi birtokot (tulajdont) közvetlenül és gyökeres joggal csakis királyi adomány útján lehet szerezni. A királyi adomány voltaképp nem volt egyéb, mint a királyi jognak hazafiui érdemek jutalmául az adományosra való átruházása, úgy azonban, hogy az adomány által nemcsak az adományos szerzett jogokat, hanem ennek az adománylevélben megnevezett utódai is, minek folytán az adományosnak, illetve a későbbi birtokosnak rendelkezési szabadsága a vele jogközösségben álló családtagok érdekében többrendbeli korlátozásnak volt alávetve.
Épp ugy korlátozva volt az adományos, illetve a későbbi birtokos rendelkezési szabadsága a királyi jog megóvása szempontjából is. Az adomány útján szerzett tulajdonhoz ugyanis két bontó feltétel volt kapcsolva, amennyiben abban az esetben, ha az adományosnak az adománylevélben megjelölt utódai kihalnak (magszakadás), v. ha az adományos jószág birtokosa a törvény szerint hűtlenséget képező bűntettet (nota infidelitatis, l. Hűtlenség) követ el: a jószág a Szent Koronára háramlik vissza (devolutio) s újból adományozhatóvá válik. A királyi jog nem tette ugyan abszolúte lehetetlenné az adományos jószág elidegenítését, de az elidegenítés csak a királyi jog sérelme nélkül történhetett; s ezért, mihelyt az adománylevél értelmében a háramlási esetek valamelyike beállott, a királyi jóváhagyás nélkül létrejött átruházás a Szent Koronának ismét feléledt jogával szemben hatálytalanná vált.
Az adomány különböző nemei voltak: a) a királyi kézből történt, vagyis a teljes adomány, midőn az adományozás tárgyát oly jószág képezte, melyet már a kincstár elfoglalt; b) a peres adomány, midőn a visszaháramlás esete már beállott, de a jószágot az adományozott királyi jog címen az előbbi birtokostól ki kellett perelni; c) új adomány, melyet a birtokos akkor szerzett, ha joga kétes volt, de midőn mellette saját és elődeinek hosszas és békés birtoklása harcolt; d) a fiúsítás (l. o.); e) a nádori adomány, melyet a nádor, mint királyi helytartó adhatott; f) a fegyverjog címe alatt történt adomány, mely az országnak a törököktől újonnan visszafoglalt részeiben adatott, úgy hogy az adományos a visszafoglalás hadi költségei aránylagos részét a kir. kincstárba befizetni tartozott. Az adomány érvényének kelléke volt az adománylevél kiállítására vonatkozó alakszerűségeken kívül az iktatás (statutio), melyet az erre nézve külön kiadott iktatási parancs alapján s a megszabott formalitásokkal egy év alatt kellett az arra kirendelt hiteles személy (rendszerint az ún. királyi ember) közbejöttével teljesíteni. Ha az iktatásnak senki sem mondott ellent, azt tisztának nevezték; az ellentmondással megtámadott iktatást pedig per útján kellett megtisztítani.
Az érvényessé vált adománynak két irányban nyilvánult a jogi hatása: egyrészt abban, hogy adományos és törvényes maradékai a nemességet nyerték, s hogy az adományos és ennek az adománylevélben megnevezett utódai az adományozott jószágra nézve a királyi jog tartalmából eredő korlátozással örök és visszavonhatatlan tulajdont szereztek. A fentebbiek ma már csak jogtörténeti értékkel bírnak, amennyiben az 1852. évi november 29-én kelt ősiségi nyílt parancs hatályon kívül helyezte a királyi és nádori adományozás rendszerét és eltörölte a háramlási jogot, mely ebből a rendszerből az adománylevél szerinti örökösök hiányából v. a hűtlenség esetéből származott, egyúttal a lehető legszűkebb körre szorította a jószág adományi minőségéből kifolyóan a múltra nézve támasztható kereseteket is. Az országbírói értekezlet pedig, mely az 1861. évben a magyar törvényeket visszaállította, szintén kimondotta, hogy a királyi adományos és nem adományos, a fi- és leánysági javak és az ezekből származható jogviszonyok közt való különbség az 1848: XV. t.-c. szellemében megszűnteknek tekintendők.